# Carl-Eric Dramstad
Carl-Eric August Dramstad, tidigare Nilsson, född 27 februari 1894, död 21 oktober 1965, var en svensk musiklärare.

## Biografi
Dramstad var elev vid Kungliga Musikkonservatoriet 1915–1918, lärare i musik i Vasa realskola i Stockholm 1924–1957 och lärare i elementarsång vid Musikkonservatoriet, senare Kungliga Musikhögskolan, 1919–1961. Han var ordförande i Svenska Sångpedagogförbundet 1940–1952 och erhöll professors namn 1951. Han invaldes den 28 mars 1946 som ledamot 645 av Kungliga Musikaliska Akademien.